# 森津太子
森 津太子（もり つたこ、1970年 - ）は、日本の心理学者。放送大学教授。学位は、博士（人文科学）（お茶の水女子大学）。専門は社会心理学。

## 来歴
岐阜県出身。岐阜県立岐阜高等学校、1993年お茶の水女子大学文教育学部心理学科卒、98年同大学院人間文化研究科（現・人間文化創生科学研究科）人間発達科学専攻博士課程単位取得退学。98年「対人認知における文脈効果――コンストラクト・アクセサビリティ効果の基礎メカニズムと生起条件」で博士（人文科学）。2001年甲南女子大学人間科学部専任講師、2004年助教授、2007年准教授、2008年放送大学教養学部心理と教育コース准教授を経て、2015年から現職。専攻は社会心理学、社会的認知。

## 著作

### 単著
- 『対人認知における文脈効果――生起メカニズムと調整要因』（風間書房、2000年）
- 『現代社会心理学特論』（放送大学教育振興会、2011年）
- 『改訂版 現代社会心理学特論』（放送大学教育振興会、2015年）
- 『社会・集団・家族心理学』（放送大学教育振興会、2020年）
- 『三訂版 現代社会心理学特論』（放送大学教育振興会、2025年）

### 共著・編著
- 『サブリミナル効果の科学――無意識の世界では何が起こっているか』坂元章,坂元桂,高比良美詠子共編（学文社、1999年）
- 『心理学概論』星薫共著（放送大学教育振興会、2012年）
- 『心理と教育を学ぶために』小川正人,山口義枝共編著（放送大学教育振興会、2012年）
- 『社会心理学』編著（放送大学教育振興会、2014年）
- 『危機の心理学』星薫共編（放送大学教育振興会、2017年）
- 『心理学概論』向田久美子共編（放送大学教育振興会、2018年）
- 『改訂版 心理学概論』向田久美子共編（放送大学教育振興会、2024年）